# Raymond Carlos Nakai
Raymond Carlos Nakai (Arizona, 16 aprile 1946) è un flautista e compositore statunitense.

## Discografia
- Changes (1983)
- Cycles (1985)
- Journeys (1986)
- Earth Spirit (1987)
- Canyon Trilogy (1989)
- Emergence (1992)
- Mythic Dreamer (1998)
- Island of Bows (1994)
- Inside Canyon de Chelly con Paul Horn (1997)
- Inner Voices (1999)
- Inside Monument Valley with Paul Horn (1999)
- Enter >> Tribal (2001)
- Fourth World (2002)
- Sanctuary (2003)
- In Beauty, We Return (2004)
- Talisman (2008)